# Hieracium ephizon
Hieracium ephizon es una especie de planta con flor del género Hieracium, de la familia Asteraceae, orden Asterales.

## Distribución
Hieracium ephizon se distribuye por Noruega.

## Taxonomía
Fue descrita científicamente por Omang. Fue publicada en Bergens Mus. Årbog (Årbok).